# Kemeneskápolna
Kemeneskápolna é um município da Hungria, situado no condado de Vas. Tem 4,97 km² de área e sua população em 2015 foi estimada em 88 habitantes.